# Poisieux
Poisieux és un municipi francès, situat al departament de Cher i a la regió de Centre – Vall del Loira. L'any 2007 tenia 206 habitants.

## Demografia

### Població
El 2007 la població de fet de Poisieux era de 206 persones. Hi havia 87 famílies, de les quals 25 eren unipersonals (17 homes vivint sols i 8 dones vivint soles), 29 parelles sense fills, 29 parelles amb fills i 4 famílies monoparentals amb fills.
La població ha evolucionat segons el següent gràfic:
Habitants censats

### Habitatges
El 2007 hi havia 135 habitatges, 89 eren l'habitatge principal de la família, 38 eren segones residències i 7 estaven desocupats. 132 eren cases i 2 eren apartaments. Dels 89 habitatges principals, 70 estaven ocupats pels seus propietaris, 18 estaven llogats i ocupats pels llogaters i 1 estava cedit a títol gratuït; 6 tenien dues cambres, 25 en tenien tres, 28 en tenien quatre i 29 en tenien cinc o més. 79 habitatges disposaven pel capbaix d'una plaça de pàrquing. A 39 habitatges hi havia un automòbil i a 47 n'hi havia dos o més.

### Piràmide de població
La piràmide de població per edats i sexe el 2009 era:
| Homes | Edats   | Dones |
| ----- | ------- | ----- |
| 0     | 95 o +  | 0     |
| 0     | 90 a 94 | 0     |
| 0     | 85 a 89 | 0     |
| 8     | 80 a 84 | 0     |
| 8     | 75 a 79 | 12    |
| 0     | 70 a 74 | 4     |
| 8     | 65 a 69 | 8     |
| 4     | 60 a 64 | 0     |
| 0     | 55 a 59 | 12    |
| 8     | 50 a 54 | 8     |
| 0     | 45 a 49 | 4     |
| 4     | 40 a 44 | 0     |
| 12    | 35 a 39 | 4     |
| 8     | 30 a 34 | 12    |
| 0     | 25 a 29 | 0     |
| 0     | 20 a 24 | 0     |
| 4     | 15 a 19 | 0     |
| 0     | 10 a 14 | 0     |
| 8     | 5 a 9   | 4     |
| 8     | 0 a 4   | 0     |

## Economia
El 2007 la població en edat de treballar era de 117 persones, 94 eren actives i 23 eren inactives. De les 94 persones actives 90 estaven ocupades (51 homes i 39 dones) i 4 estaven aturades (1 home i 3 dones). De les 23 persones inactives 12 estaven jubilades, 7 estaven estudiant i 4 estaven classificades com a «altres inactius».

### Ingressos
El 2009 a Poisieux hi havia 92 unitats fiscals que integraven 210 persones, la mediana anual d'ingressos fiscals per persona era de 19.862,5 €.

### Activitats econòmiques
Dels 6 establiments que hi havia el 2007, 1 era d'una empresa de fabricació d'altres productes industrials, 3 d'empreses de comerç i reparació d'automòbils i 2 d'empreses de serveis.
L'únic establiment comercial que hi havia el 2009 era una adrogueria.
L'any 2000 a Poisieux hi havia 4 explotacions agrícoles que ocupaven un total de 972 hectàrees.

## Poblacions més properes
El següent diagrama mostra les poblacions més properes.